# Monte Markham
Monte Markham (ur. 21 czerwca 1935) – amerykański aktor filmowy i telewizyjny.

## Kariera
Markham zagrał w kilkudziesięciu serialach telewizyjnych. Przez pierwsze 3 sezony (w latach 1989–1992) kreował postać kapitana Dona Thorpe’a w słynnym Słonecznym patrolu. Pojawił się także w kilku odcinkach seriali obyczajowych: Dallas i Melrose Place oraz serialu komediowego Złotka. Ponadto wystąpił gościnnie w takich produkcjach jak m.in.: Statek miłości, Drużyna A, Napisała: Morderstwo, Grace w opałach, Star Trek: Stacja kosmiczna, Diagnoza morderstwo, Dowody zbrodni.
W początkach aktorskiej kariery zagrał w westernach: Godzina ognia (1967) w reżyserii Johna Sturgesa oraz Kolty siedmiu wspaniałych (1969), będącym kolejną kontynuacją legendarnych Siedmiu wspaniałych. W latach 70. wystąpił w wojennym obrazie Bitwa o Midway (1976) oraz katastroficznym Porcie lotniczym ’77 (1977). W kolejnych latach ograniczał się głównie do występów w produkcjach telewizyjnych i filmach niskobudżetowych. Ma także na swoim koncie role teatralne na Broadwayu.

## Filmografia
Filmy:
- Godzina ognia (1967) jako szeryf Sherman McMasters
- Kolty siedmiu wspaniałych (1969) jako Keno
- Miłość na Nowy Rok (1974) jako Joe
- Bitwa o Midway (1976) jako komandor Max Leslie
- Port lotniczy ’77 (1977) jako Banker
- Jake Speed (1986) jako pan Winston
- Szaleńczy pościg (1987) jako Bill Cronenberg
- Neonowe miasto (1991) jako kapitan Raymond (także reżyseria)
- Pirania (1995) jako J.R. Randolph
- Nadal tu jesteśmy (2015) jako Dave McCabe

Seriale TV:
- Mission: Impossible (1966-73) jako Tosk (gościnnie, 1966)
- Hawaii Five-O (1968-80) jako Harry Kellem / Jerry Rhodes / Barry Dean / Jack Ellington (różne role w kilku odcinkach)
- Sierżant Anderson (1974-78) jako Joey Marr /Carl Rossi (gościnnie; 1974 i 1977)
- Barnaby Jones (1973-80) jako Vince Barrett / Rick Hatfield  (gościnnie, 1975)
- Cannon (1971-76) jako Ed Foster "Condor" (gościnnie, 1975)
- Quincy (1976-83) jako pan Castle (gościnnie, 1976)
- Wyspa Fantazji (1977–1984) jako Edmond Dumont / Walter Lukas / Ron Martin / dr Mark Reed (różne role w kilku odcinkach)
- Statek miłości (1977–1986) jako kapitan Brad Wells / Joe Costello (gościnnie; 1980 i 1983)
- Dallas (1978-91) jako Clint Ogden (w 9 odcinkach z 1981)
- Drużyna A (1983-87) jako Mason Harnett (gościnnie, 1984)
- Napisała: Morderstwo (1984-96) jako Ned Olson / Donald Matheney / Andrew Gant / Jimmy Haynes (różne role w kilku odcinkach)
- Złotka (1985-92) jako Clayton Hollingsworth, brat Blanche (gościnnie; 2 odcinki z 1988 i 1991 )
- Słoneczny patrol (1989–2001) jako kapitan Don Thorpe (w 42 odcinkach z lat 1989-92)
- Melrose Place (1992-99) jako John Parker (w 4 odcinkach z 1994)
- Grace w opałach (1993-98) jako Travis Taylor (gościnnie, 1994)
- Prawo Burke’a (1994-95) jako Philip D’Arcy (gościnnie, 1995)
- Star Trek: Stacja kosmiczna (1993-99) jako Pascal Fullerton (gościnnie, 1996)
- Diagnoza morderstwo (1993–2001) jako szeryf Kelso (gościnnie, 1998)
- Kochanie, zmniejszyłem dzieciaki (1997−2000) jako William Tecumseh Jennings (gościnnie, 1999)
- Dowody zbrodni (2003-10) jako Glenn Drew (gościnnie, 2009)
- Uczciwy przekręt (2008-12) jako dr Everett Udall (gościnnie, 2012)
- Fringe: Na granicy światów (2008-13) jako dr Blake West / Leland Spivey (gościnnie; 2011 i 2012)